# Anua adusta
Anua adusta är en fjärilsart som beskrevs av Moore 1882. Anua adusta ingår i släktet Anua och familjen nattflyn. Inga underarter finns listade i Catalogue of Life.